# トラック野郎・熱風5000キロ
『トラック野郎・熱風5000キロ』（トラックやろう・ねっぷうごせんキロ）は、1979年（昭和54年）8月4日公開の日本映画。菅原文太主演、東映製作・配給による「トラック野郎シリーズ」第9作。
10億5000万円の配給収入を記録、1979年の邦画配給収入ランキングの第6位となった。

## あらすじ
「やもめのジョナサン」こと松下金造（愛川欽也）は、旧友のトラック運転手である安曇野こと小林太一（工藤堅太郎）に誘われ、長野県上松町にある上松陸送の材木トラック運転手に鞍替えした。しかし、運転中に崖下に転落して負傷してしまう。一方、一番星こと星桃次郎（菅原文太）は、路上での喧嘩中にクレーン車が一番星号に衝突し、修理に1か月を要する状態となってしまった。
桃次郎はジョナサンの代わりに上松陸送で働くことになる。そこのトラック運転手・ノサップこと自称「黒部勝次」（地井武男）とは互角の腕前。運転手を仕切る総配・山猫お夏こと西沢夏（小野みゆき）とは、4度目の出会いとなる飲み比べで星がチカチカと輝く。
雨の日の伐採中、安曇野が事故で死亡。葬式は彼の十八番だった『酋長の娘』で盛大に執り行われた。残された幼い娘・陽子は、お夏が面倒を見ることになった。
やがて、ノサップの本名が黒田勝也と判明する。上松陸送の社長で、勇払の開拓団を裏切った日疋重蔵（金田龍之介）を追いかけ、復讐の機会をうかがうべく「黒部勝次」という偽名で上松陸送に潜入していた。重蔵の養女であるお夏に阻まれ、上松陸送を去るノサップだったが、材木輸送の重要な拠点である橋を爆破し、「材木商としてのし上がる」という重蔵の野望は潰えた。開拓団時代、ノサップと幼なじみだったお夏は、彼への想いを残していた。復讐を終えて荒んだノサップの心を癒せるのはお夏だけだと分かり、桃次郎はお夏にノサップの元へ向かうよう助言する。
自営業に復帰していたジョナサンから電話が入る。陽子の母親・はる恵（二宮さよ子）が魚津港から出る漁船に同乗し、沖縄の石垣島へ帰ってしまうという。桃次郎は修理の終わった一番星号に陽子を乗せ、魚津港へ向けて爆走。川を渡り、がけ道を登って、漁船の出港直前に港へ到着した。涙ながらに抱擁する母親・はる恵と娘・陽子を、駆けつけたジョナサンとともに見届け、一番星号は港を後にした。

## スタッフ
- 監督 - 鈴木則文
- 企画 - 高村賢治、天尾完次
- 脚本 - 掛札昌裕、中島信昭、鈴木則文
- 音楽 - 木下忠司
- 主題歌 - 菅原文太、愛川欽也（東芝EMI[2]）
  - 一番星ブルース（作詞:阿木燿子 / 作曲:宇崎竜童 / 編曲:ダウン・タウン・ブギウギ・バンド）
- 挿入歌 - エルシャトル（クラウンレコード）
  - ラブ・スクランブラー（作詞:さいとう大三 / 作曲:泉八汐）
- 挿入歌 - 高倉三郎（RVC[3]）
  - 信濃路ひとり旅（作詞・作曲:ひじりかわ・ゆう）
- 撮影 - 中島芳男
- 照明 - 山口利雄
- 録音 - 林誠一
- 美術 - 桑名忠之
- 編集 - 鈴木宏始
- スチール - 加藤光男
- 助監督 - 新井清、森光正
- 記録 - 山内康代
- 擬斗 - 尾型伸之介
- 企画協力 - （株）カントリー
- 協力
  - 長野市観光協会
  - 日本総研株式会社
  - 株式会社日本ダンロップ
  - 哥麿会
  - 関西浪花会
- 現像 - 東映化学
- 製作 - 東映

## 出演
- 星桃次郎（一番星） - 菅原文太
- 桶川玉三郎（三番星） - せんだみつお
- 西沢夏（山猫お夏） - 小野みゆき
- 松下君江（母ちゃん） - 春川ますみ
- 滑川（警官） - 前川清
- 蟹沢（警官） - 志賀勝
- 小林太一（安曇野） - 工藤堅太郎
- テル美 - 亜湖
- 藤村鯉太郎（ドライブイン店主） - 山田吾一
- 藤村恵子（鯉太郎の娘） - 松本ちえこ
- 立城はる恵 - 二宮さよ子
- 平田 - 南利明
- 小林実 - 三谷昇
- 小林陽子 - 大熊なぎさ
- 写真屋 - 由利徹
- はったり忠助 - 笑福亭鶴光
- エミ&ユミ - エル・シャトル
- 草野素子 - 沢木寿里
- アケ美 - マリア菜莉
- イサ美 - 相川圭子
- ナオ美 - 城恵美
- 船員 - 土山登士幸
- たこ八 - たこ八郎
- 藤森 - 相馬剛三
- 砂利政 - 桐原信介
- ジャイアント馬力 - 団巌
- 田上 - 亀山達也
- 警官 - 大木晤郎
- 飴売り - 山田光一
- 等々力 - 奈辺悟
- 上松運転手 - 佐川二郎
- 黒姫丸 - 須賀良
- うそ節源太 - 沢田浩二
- 農夫 - 高月忠
- 笹岡 - 清水照夫
- アルプス特急 - 宮城健太狼
- 手塚 - 幸英二
- 山田 - 宮地謙吾
- 小布施丸 - 城春樹
- 哥麿 - 宮崎靖男
- 伊那勘 - 吉宮慎一
- 代行社社員 - 浅見小四郎
- 追分仁義 - 司裕介
- ダンプ野郎 - 青木茂
- ダンプ野郎 - 大辻慎吾
- 代行社社員 - 土佐一太
- 農夫若女房 - 広京子
- マス美 - 相内和枝
- ミドリ - 吉川潤子
- 戸塚晴美
- 石川洋子
- マネージャー - 比良元高
- 村添豊徳
- 上松運転手 - 大島博樹
- ダンプ野郎 - 小谷浩三
- ダンプ野郎 - 奔田陵
- 小林淑子 - 村松美枝子
- 松下幸之助 - 酒井克也
- 松下幸次郎 - 桜庭一成
- 松下美智子 - 大久保和美
- 松下華子 - 文蔵あかね
- 松下幸三郎 - 木村雄
- 松下サヤ子 - 石井ひとみ
- 松下幸四郎 - 中村太郎
- 松下幸五郎 - 小椋基広
- 松下幸六郎 - 石井旬
- 足立聡史
- 須賀浪真理子
- 日疋重蔵 - 金田龍之介
- 黒田勝也（黒部勝次・ノサップ） - 地井武男
- 松下金造（やもめのジョナサン） - 愛川欽也
- 以下ノンクレジット
  - 上松運転手 - 泉福之助、美原亮[要出典]
  - 運転手 - 須藤芳雄[要出典]

## 備考
元映写技師の運転手
「安曇野」こと小林太一（工藤堅太郎）の「元・映写技師」という設定は、シナハンの際に出会った人物を参考にしている。
前川清と志賀勝
警察官の凸凹コンビを演じたが、これは『欽ドン!』での共演がきっかけである。
ライバル
本作のライバル・ノサップは、社用車しか運転しておらず、自分の車両や行灯が登場しない。これはトラック乗りのライバルとしては唯一の例である。
また、クレジットが金田龍之介と連名になっている（こちらに関しては、第1・7・10作の例がある）。
マドンナ
「星」の演出は3度目（4度目）の出会いであり、しかも飲酒で朦朧となっている状態であった。その為か、他のマドンナと違い、「僕」などどカッコをつけたり見栄を張るなどのことがほとんどなく、ほぼ自然体のままであった。
日常的にハンドルを握っている、唯一のマドンナである（第10作で石川さゆり演ずるマドンナが悪路からの脱出の際に一番星号のハンドルを握ったが、これは緊急の措置である）。
「山猫」というあだ名の通り活動的なキャラクターであり、他のマドンナとは大きく違う性格となっている（桃次郎のセクハラにビンタで対応したり、酒に強い、など）。
ロケ地
芸文社カミオン：本作の公開45周年に合わせ2024年9月号(同年8月1日発売)に「大人の自由研究 第7弾」として、ロケ地の写真とコメントが書かれた企画が掲載になった。ロケ地となった長野県、富山県、岐阜県、群馬県、山梨県、埼玉県、千葉県、神奈川県、京都府、東京都と定番のロケ地から今作のロケ地として余り知られていない場所まで、幅広く殆どの撮影箇所が網羅された内容になっている。

## 同時上映
『ドランクモンキー 酔拳』
- 監督：ユアン・ウー・ピン／主演：ジャッキー・チェン
- 唯一の洋画とのカップリング。